# Messe di sangue
Messe di sangue è un racconto lungo dell'autore brasiliano Jorge Amado pubblicato nel 1946.

## Trama
Il racconto si divide in due parti: nella prima parte si narrano le vicende della famiglia di Jeronimo e Jucundina; mentre la seconda parte narra la storia dei tre figli di Jucundina, i quali decidono di fuggire, abbandonando la vita di mezzadri, in cerca di un destino migliore.

### Prima parte
La famiglia di Jeronimo e Jucundina viene mandata via dalle terre in cui lavoravano come mezzadri da più di 20 anni. Sapendo di non avere alcuna possibilità di lavoro rimanendo lì, insieme decidono di intraprendere un viaggio verso San Paolo nella speranza di essere assunti come braccianti per il raccolto del caffè. Partono, e con loro anche la famiglia del fratello. Sono in tutto tredici: Jeronimo, Jucundina, Zefa la sorella pazza con i figli Agostinho e Marta, i nipoti Noca, Tonho e Ernesto, Joáo Pedro e Dinah con la figlia Gertrudes, l'asino Jeremiah e il gatto Marisca.
Viaggiano attraversando la caatinga, zona semi-desertica irta di spinai e roveti, arbusti rinsecchiti, serpenti velenosi e urubù (uccelli simili agli avvoltoi). Ma sono soprattutto la siccità, la fame e le malattie, tra cui il paludismo, i pericoli maggiori che devono affrontare: la cognata Dinah muore di febbre malarica, mentre Zoca muore per un'infezione; inoltre la fame li spinge a una tale disperazione da portarli a mangiare il gatto Marisca, e alla fine del viaggio muore anche l'asino Jeremiah. 
Agostinho e Gertrudes, cugini di primo grado, si innamorano l'uno dell'altra e decidono di abbandonare il viaggio per lavorare in una fazenda. Raggiungeranno la famiglia a San Paolo solo molto più tardi, portando con sé anche i loro due figlioletti.
Nella caatinga la pazzia di Zefa sembra acuire: blatera frasi da "fine del mondo" tutto il tempo e non è certo di aiuto. Una notte li abbandona e si avventura da sola nel deserto.
Raggiungono Juazeiro e con un battello percorrono il Rio San Francisco fino a Pirapora; durante la traversata molti degli emigranti a bordo, provati dal viaggio, muoiono di dissenteria per il pessimo cibo che viene servito; muore anche Ernesto (il nipote di Jucunida). Giungono ad un centro accoglienza che esamina i retirantes e concede loro il permesso di viaggiare in treno gratis fino a San Paolo, ma solo a chi è sano. Jeronimo ha contratto la malaria e non ottiene il visto; il medico cerca di concupire la figlia Marta e le offre un lavoro a casa sua con lo scopo di sedurla. Marta, capendo che il medico non avrebbe mai concesso il visto a suo padre Jeronimo, cede alle lusinghe del dottore in cambio del visto. Il gesto di Marta viene però considerato dallo stesso Jeronimo come un disonore e per questo scaccia la figlia, che perdonerà solo in punto di morte. Marta è costretta al meretricio e si ferma a Pirapora.
Il resto della famiglia parte per San Paolo. Dai tredici membri che erano all'inizio, ora sono rimasti solo in quattro: Jeronimo, Jucundinha, Joáo Pedro e Tonho, l'ultimo nipote di Jucundina.

### Seconda parte
Questa parte è divisa a sua volta in tre capitoli, ognuno dei quali dedicati a ciascuno dei tre figli di Jeronimo e Jucundina. Tutti abbandonano la vita di mezzadro per seguire la propria strada.

#### Josè e Joáo
I primi due capitoli narrano le vicende dei due fratelli maggiori: Josè e Joáo. Josè fugge da casa per aggregarsi ad una banda di jagunços, comandata da Luis Arvoredo. Diventa leale a quest'ultimo e prende il nome di Ze Terremoto. Assieme alla banda saccheggia, distrugge villaggi e fattorie, violenta e uccide. Deve, inoltre, proteggere il Beato Esteváo, ricercato dalla polizia: lui è un uomo che percorre la caatinga per dare sollievo ai retirantes che incontra, si circonda di emigranti e pratica funzioni religiose. La polizia ha l'ordine di fermarlo. Con il Beato Esteváo c'è anche Zefa, la sorella pazza di Jucundina, che ora assiste il Beato e per questo viene considerata santa dagli emigranti e dai jagunços. 
Joáo, invece, abbandona la famiglia e si arruola nella polizia, ed è proprio tra le file di poliziotti che devono fermare il Beato Esteváo. Muore in uno scontro a fuoco con Ze Terremoto, suo fratello. In quella occasione la polizia uccide Luis Arvoredo e molti della sua banda, compresi il Beato Esteváo e Zefa, riuscendo infine a disperdere gli accoliti.
Ze Terremoto sopravvive insieme a pochi jagunços. Insieme fuggono nella caatinga e finiscono col formare una nuova banda comandata da lui stesso.

#### Juvencio (Nenen)
Juvencio, il più giovane dei fratelli, lascia per ultimo la vita contadina e si arruola nell'esercito, all'epoca stanziato a Natal. Si iscrive anche a gruppi di sinistra, illegali a quei tempi. Progettano un colpo di Stato militare in tutto il Brasile, che si rivela poi localizzato in pochi luoghi e presto fermato.
Viene arrestato con i compagni e in prigione studia ancor di più la filosofia comunista.

### Tonho (epilogo)
Il romanzo si conclude con la vita di Tonho, l'ultimo nipote di Jeronimo e Jucundina. Assieme alla zia, Tonho si reca a Rio de Janeiro per andare a trovare Juvencio nella prigione locale. Parlando con il cugino, Tonho resta affascinato dalla filosofia comunista e finirà per iscriversi al Partito Comunista, ora diventato legale.

## Edizioni
- Jorge Amado, Messe di sangue, traduzione di Elena Grechi, Garzanti Libri, 1983.